# Жданова, Лидия Владимировна
Жданова Лидия Владимировна (1938−1995) — русский писатель Латвии: поэтесса, писательница и переводчица

.

## Биография
Лидия Владимировна Жданова родилась 13 декабря 1938 года в городе Москва, СССР.
Среднюю школу и филологический факультет Латвийского Государственного Университета им. П. Стучки закончила в городе Рига Латвийской ССР, где в дальнейшем проживала и творила до середины девяностых.
Популярность Лидия Жданова получила ещё в студенческие годы, когда в одной из центральных рижских газет вышла разгромная статья о её творчестве, озаглавленная строчкой из её же стихотворения «Сердце на асфальте».
Писатели, поэты, переводчики Лидия Владимировна Жданова и Виктор Семёнович Андреев образовали в Риге замечательный супружеский и творческий союз, своей творческой деятельностью также способствуя культурному обмену в среде инакомыслящих писателей Советского Союза: «В лагере бунтарей латышские писатели активно сотрудничали с русскими. Я помню, каким радостным событием в культурной жизни Латвии становился, например, выход книг в московском издательстве „Художественная литература“ поэтов, не обласканных властями у себя на родине. Бедные цензоры в Москве не знали, что некоторые стихи Эрика Адамсона или Мариса Чаклайса в Латвии печатать не рекомендуется, а рижские переводчики-бунтари Лидия Жданова и Виктор Андреев при заговорческой поддержке того же поля ягоды редактора Любови Осиповой в столице СССР издавали книги с опальными стихами на русском языке. Впрочем, не только издательство „Художественная литература“, но и выходившие в Москве толстые литературные журналы, такие, например, как „Дружба народов“, печатали стихи Иманта Зиедониса и Иманта Аузиньша, Яниса Петерса и Кнута Скуениекса… Список можно было бы продолжить именами как поэтов, так и прозаиков, но те, кто всерьез захочет заняться в будущем изучением противостояния советских писателей коммунистическому режиму, смогут все эти книги на русском языке найти в библиотеках» — вспоминает латвийская писательница Марина Костенецкая, которую с Лидией Ждановой и Виктором Андреевым связывала и дружба, и общее дело подготовки общественного сознания к Атмоде.
Лидия Жданова вела литературные передачи на Латвийском радио, переводила на русский язык Яниса Судрабкална, Эрика Адамсона, Иманта Зиедониса, Иманта Аузиня, Яниса Сирмбардиса, Витаутаса Людена, Жанна Гриву, Дагнию Дрейку и других латышских поэтов.
Поэзия и проза Лидии Ждановой переведены на латышский и польский языки.
Умерла 19 октября 1995 года.

## Избранная библиография

### Поэтические сборники
- «Листья», Рига: Латгосиздат, 1963 — 70 c.
- «Бесовы следки», Рига: «Лиесма», 1967 — 87 c.
- «Стихи», Рига: «Лиесма», 1972 — 117 с.
- «Ремесло», Рига: «Лиесма», 1976 — 119 с.
- «Круг земных превращений», Рига: «Лиесма», 1977 — 80 с.
- «Я не могу привыкнуть к листопаду», Рига: «Лиесма», 1982 — 76 c.
- «Книга о пуделе Даки, воображале и задаваке», Рига: «Лиесма», 1986 — 70 c.
- «Скоморох», ISBN 5-410-00255-5, Рига: «Лиесма», 1989 — 246 c.

### Проза
- «Мы идём по Каргополью»: (Путевые заметки), Рига: Лиесма, 1967 — 144 с. Данная книга написана совместно с Виктором Андреевым.
- «Ты слышишь, уходит поезд…»: Рассказы и повести. Рига: Лиесма, 1971 — 212 с.
- детская приключенческая повесть «Тайна заброшенной мельницы», Рига: «Лиесма», 1973 — 70 c.
- повесть для детей «Ребята с улицы Черноголовых», Рига: «Лиесма», 1979 — 184 c.
- детская приключенческая повесть «Тайна доктора Гауха», Рига: «Лиесма», 1983 — 199 c. Данное произведение является второй книгой трилогии о ребятах с улицы Черноголовых. Первые две книги трилогии переведены на польский язык Стеллой Каморек, их инсценировка транслировались по краковскому радио.
- роман «Свобода уходит последней», Рига: Лиесма, 1975 — 391 с. Данное произведение написано совместно с Виктором Андреевым.
- «Под светлым небом на тёмной земле», Рига: Лиесма, 1987 — 187 с. Лидия Жданова стала составителем этой первой и последней книги Виктора Андреева, изданной после его смерти.
- «Убийство на Великом Пустыре»: Повести и рассказы. Рига: Спридитис, 1990 — 187 с. Данный сборник включает одноимённую приключенческую повесть, которая завершает трилогию о ребятах с улицы Черноголовых.